# Pierre Rolland
Pierre Rolland, född 10 oktober 1986 i Gien, är en fransk professionell cyklist. År 2011 vann han en etapp samt ungdomstävlingen i Tour de France.

## Biografi

### 2006
Pierre Rolland började sin professionella karriär som stagiaire för Credit Agricole under säsongen 2006.

### 2011
Rolland vann i klassen för cyklister under 25 år i Tour de France. I samma tävling vann han etappen till Alpe d'Huez. Han var också Team Europcars främste hjälpryttare i bergen till totalfyran Thomas Voeckler.

## Meriter

### 2007
- Etapp 1 av La Tropicale Amissa Bongo
- Etapp 2 av Tour du Limousin
- 2:a, La Tropicale Amissa Bongo
- 2:a, Tour du Doubs

### 2009
- 3:a, La Tropicale Amissa Bongo

### 2010
- Etapp 4 av Circuit de Lorraine
- 2:a, Circuit de Lorraine
- 8:a, Critérium du Dauphiné

### 2011
- Tour de France
  - Etapp 19
  -  Ungdomstävlingen
- 10:a, Tour de France

### 2012
- Etapp 3 av Étoile de Bessèges
- Etapp 11 av Tour de France
- 8:a, Tour de France

### 2013
- 1:a Circuit Cycliste Sarthe
  - 1:a
  - Etapp 4

### 2014
- Giro d'Italia
  - 4:a
  - 3:e på etapp 16

### 2015
- Vuelta a Castilla y León
  - 1:a
  - Etapp 3
- 10:a, Tour de France

### 2017
- Etapp 17 av Giro d'Italia
- Etapp 3 av Route du Sud